# 立达学园
立达学园，是民国时期的一所艺术学校。1925年由匡互生、丰子恺、朱光潜等人在上海创办的一所新型艺术学校。创办人系原浙江省上虞县春晖中学的同事。学院以《论语》中的“己欲立而立人，己欲达而达人”为办学宗旨。

## 概要
为筹集学校经费，丰子恺卖掉了浙江上虞的私人住宅“小杨柳屋”，加上其他创办人的集资，共得千余元，同时在孙中山及其夫人宋庆龄、吴稚晖、教育总长兼故宫博物院院长易培基、邵力子等人的支持下，1925年2月1日在上海美租界虹口老靶子路(今武进路)俭德里10号（今罗浮路东侧）租得两幢房子创办学校。后吴淞中国公学的陶载良，上海专科师范学校等师生加入立达，规模壮大迁至小西门黄家阙路上的原上海艺术专科师院第二院（中华艺术大学）宿舍十余幢为校舍。1925年2月25日立达中学正式开学上课。1925年夏秋时，经过多方努力，筹得经费三万余元，在江湾淞沪铁路旁（今新市南路579弄）自建校舍，正式更名“立达学园”。1928年学园因经费拮据停办。1932年丰子恺与匡互生欲恢复立达学园，因匡互生病逝而终。
该校设有美术科、音乐科、文学科。实行“教导合一制”。先后来学园授课的有：茅盾、叶圣陶、郑振铎、陈望道、胡愈之、夏丏尊、刘大白、朱自清、夏衍、许杰、周予同、陶元庆、夏承焘、丁衍庸、关良、陈之佛、陈抱一、裘梦痕、刘薰宇、刘叔群、方光焘等。
除了教学外，还进行学术研究，文艺创作，1925年3月2日创办学术团体立达学会，匡互生被推选为第一任主席，出版刊物《一般》、《立达》，发表学术论著和文学作品，由丰子恺负责刊物的美术装帧设计，朱光潜英国留学时的《给青年的十二封信》也发表于该刊物。
学园不设校长，也不设主任，只设有校务委员会，实行集体领导制。校务委员有：丰子恺、匡互生、朱光潜、夏丏尊、刘薰宇、方光焘、陶元庆、夏衍、陈望道、许杰、夏承焘、裘梦痕、陶载良、黄涵秋、丁衍镛等人。

## 演讲
1926年4月1日，徐悲鸿讲演《对于中国现在艺术的感想》。
1926年4月12日，吴康讲演《中国学术思想史的五个时期》。
1926年4月21日，郭任远讲演《自杀之心理及鬼之有无问题》。
1926年4月24日，李石岑讲演《伟大与平凡》。
1926年4月26日，邹鲁讲演《中国之现状》。
1926年4月29日，曹仲渊讲演《无线电话》。